# Menopaus
Menopaus, nylatin menopausis, av grekiskans μηνιαία meniaia, "menstruation", och παύσις, pausis, "slut", "upphörande", är definierat som tidpunkten för en kvinnas sista menstruation. Under tiden omkring menopaus befinner sig kvinnan i klimakteriet, även kallat övergångsåldern.
Tidpunkten för menopaus varierar, men infaller vanligen mellan 45 och 55 års ålder. I Sverige ligger genomsnittsåldern på 52 år. Definitionsmässigt följs menopausen av 12 månaders blödningsfrihet, varför tillståndet formellt sett bara kan konstateras i efterhand.

## Symptom
Många kvinnor upplever vissa symptom under tiden före och efter inträdet i klimakteriet. Cirka 8 av 10 kvinnor upplever dessa symptom, vars varaktighet och allvarlighetsgrad varierar. Hos de flesta kvinnor varar symptomen i cirka fyra år, men ungefär en av tio kvinnor lever med symptomen i upp till 12 år. Symptomen inkluderar värmevallningar, sömnproblem, nattliga svettningar, minskad sexlust, försämrad kognitiv förmåga, vaginal torrhet, humörsvängningar, huvudvärk, minskad muskelmassa, återkommande urinvägsinfektioner, palpitation samt stela, värkande eller ömmande leder.